# Dentalium deforgesi
Dentalium deforgesi är en blötdjursart som beskrevs av Victor Scarabino 1995. Dentalium deforgesi ingår i släktet Dentalium och familjen Dentaliidae. Inga underarter finns listade i Catalogue of Life.